# Beleg van Venlo (1511)
Het Beleg van Venlo in 1511 is een van de vele belegeringen die de Nederlandse stad Venlo heeft gekend. Hendrik VIII van Engeland sloot in de zomer van 1511 een verbond met Keizer Maximiliaan van Oostenrijk en Karel V om het Hertogdom Gelre op de knieën te krijgen door middel van een kleine krijgsmacht te sturen in oktober 1511 richting Venlo.

## Verloop
Toen in 1475 hertog Arnold van Egmont, heer van Gelre stierf, brak voor het hertogdom een roerige tijd aan. Verschillende elkaar beconcurrerende vorstendommen maakten aanspraak op het Gelderse land. Vooral het Overkwartier werd gezien als belangrijke spil in de internationale betrekkingen, vanwege de strategische ligging.
Hoewel Geldern het stamgebied was en Roermond de hoofdstad daarvan, was Venlo op handelsgebied de belangrijkste stad in het middeleeuwse Overkwartier. Om die reden werd de stad dus keer op keer belegerd. Zo ook in 1511, toen landvoogdes Margaretha van Oostenrijk voor de poorten van de Maasstad stond. Eerst waren Hendrik van Nassau en Filips van Bourgondië opgeroepen om het beleg te leiden, maar waren beiden door ziekte verhinderd. Edelen die door Margaretha waren opgeroepen tot deelnamen aan het beleg waren: Floris van Egmont, Adolf van Kats, Arend van Haamstede, Willem van Kats en Lieven van Kats. Tijdens "slagtmaand" (november) liet Margaretha het bevel aan Floris van Egmont, die de Duitse landsknechten leidde en een Engelse commandant genaamd Eduard Poining, die een divisie van ± 1500 Engelse huursoldaten leidde. Doordat de twee niet goed met elkaar konden samenwerken (er zou een taalprobleem zijn geweest) werd het beleg een mislukking
De kastelen van Grebben (tegenwoordig beter bekend als Grubbenvorst), Arcen en Baarlo, alsmede de stad Straelen waren al ingenomen, met als doel om Venlo te isoleren. De stad werd wekenlang belegerd, maar de Bourgondische landvoogdes slaagde niet in haar opzet. Belangrijk gegeven hierbij is, dat een vrouw, die later de naam Gertruid Bolwater kreeg, zij aan zij met de soldaten boven op de stadswallen stond te vechten tegen de indringer. Tot de dag van vandaag is het onduidelijk of Bolwater een echt bestaand/fictief persoon was of dat het een metafoor was of om een geschut stuk ging met de naam "truij", die in 1506 geïnstalleerd was als verdedigings-onderdeel op een van de bolwerken.
De stad zou dagenlang beschoten zijn met pijl- en katapultbeschietingen en drie bestormingen hebben gehad. Bij een van de bestormingen wisten de aanvallers een bres in de stadsmuur te slaan en eenmaal binnen, kwam stadsleider Schwartenberg met zijn ruiters de Duitse-Engelse soldaten tegemoet en wist ze terug te dringen via de Lichtenberg toren naar buiten. Daar zouden een deel van de Duitse-Engelse aanvallers in een diepe kuil gevallen zijn, die door stadsburgers was gegraven om juist de stadsmuren op te verhogen. Bij een van de gevechten zou stadhouder Schwartzenberg een oog verloren hebben.

## Nasleep
Karel van Gelre, hertog van Gelre beloonde de stad Venlo rijkelijk voor haar trouw. Hij schonk de stad dezelfde privileges als de stad Roermond: "Dat sy (de stad Venlo) nu voirtaen gevryet ind gepriviligierd sal wesen op al onsen tollen gelijck onse stat Rurmunde gevryet ind gepriviligierd is".
Beleg van Venlo in: 1459 · 1473 · 1480 (1) · 1480 (2) · 1499 · 1511 · 1543 · 1586 · 1597 (Verraad) · 1606 · 1632 · 1637 · 1646 · 1701 · 1702 · 1747 · 1793 · 1830
Huissen (1502) · Arnhem (1505) · Oldenzaal (1510) · IJsselstein (1511) · Venlo (1511) · Arnhem (1514) · Groningen (1514) · Zaltbommel (1515) · Sneek (1517) · Medemblik (1517) · Hasselt · Nijenbrugge · Steenwijk (1523) · Sloten (1523) · Zwolle (1524) · Utrecht · 's-Gravenhage (1528) · Harderwijk (1528) · Tiel (1528) · Heiligerlee (1536) · Sittard · Düren · Amersfoort (1543)· Gulik (1543) · Venlo (1543)